# Sérgio Marques (Triathlet)
Sérgio Marques (* 20. September 1980 in Lissabon) ist ein portugiesischer Triathlet und Vize-Europameister auf der Langdistanz (2016).

## Werdegang
Sérgio Marques startet vorwiegend bei Bewerben über die Lang- oder Ironman-Distanz (3,86 km Schwimmen, 180,2 km Radfahren und 42,195 km Laufen) und er ist durch seine Laufstärke bekannt.
Im Oktober 2013 gewann er die Challenge Barcelona-Maresme. Im November wurde er Portugiesischer Staatsmeister auf der Langdistanz und konnte diesen Erfolg 2014 wiederholen. 2014 wurde er auch Vierter bei der ITU-Europameisterschaft auf der Langdistanz.

### Vize-Europameister Triathlon-Langdistanz 2016
Im September 2015 wurde er Dritter bei der Triathlon-Europameisterschaft auf der Langdistanz und im Juli 2016 Vize-Europameister. Im August 2018 wurde der damals 38-Jährige Vize-Staatsmeister auf der Langdistanz.
Im September 2021 wurde er in Almere Sieger der Altersklasse 40-44 bei der Weltmeisterschaft auf der Triathlon-Langdistanz und er konnte diesen Erfolg 2022 wiederholen.

## Sportliche Erfolge
| Datum/Jahr   | Platz | Wettbewerb              | Austragungsort | Zeit     | Bemerkung |
| ------------ | ----- | ----------------------- | -------------- | -------- | --------- |
| 4. Apr. 2009 | 34    | Ironman 70.3 California | Oceanside      | 04:22:34 |           |

| Datum/Jahr    | Platz | Wettbewerb                                                   | Austragungsort    | Zeit     | Bemerkung                                                                                            |
| ------------- | ----- | ------------------------------------------------------------ | ----------------- | -------- | --- |
| 10. Sep. 2022 | 1     | ITU Long Distance Triathlon World Championship M40-44        | Almere            | 08:54:30 | Sieger der Altersklasse 40-44                                                                        |
| 12. Sep. 2021 | 1     | ITU Long Distance Triathlon World Championship M40-44        | Almere            | 08:23:57 | Sieger der Altersklasse 40-44                                                                        |
| 27. Okt. 2019 | 3     | POR Long Distance Triathlon National Championships           | Régua             | 06:12:57 | |
| 26. Aug. 2018 | 2     | POR Long Distance Triathlon National Championships           | Régua             | 04:11:01 | Nationaler Vizemeister auf der Langdistanz; hinter João Francisco Ferreira                           |
| 24. Juli 2016 | 2     | ETU Challenge Long Distance Triathlon European Championships | Posen             | 07:57:11 | Vize-Europameister auf der Langdistanz                                                               |
| 13. Sep. 2015 | 3     | ETU Challenge Long Distance Triathlon European Championships | Weymouth          | 08:46:51 | Europameisterschaft auf der Langdistanz bei der Challenge Weymouth                                   |
| 30. Jan. 2015 | 2     | Israman                                                      | Eilat             |          | Zweiter auf der Ironman-Distanz in Israel                                                            |
| 9. Nov. 2014  | 1     | POR Long Distance Triathlon National Championships           | Portas do Mar     | 04:07:10 | Staatsmeister Langdistanz                                                                            |
| 13. Sep. 2014 | 4     | ETU Challenge Long Distance Triathlon European Championships | Almere            | 08:37:11 | Vierter bei der ETU-Langdistanz-Europameisterschaft im Rahmen der Challenge Almere-Amsterdam         |
| 27. Juli 2014 | 15    | Ironman Switzerland                                          | Zürich            | 09:08:13 | |
| 3. Nov. 2013  | 1     | POR Long Distance Triathlon National Championships           | Portugal          |          | Staatsmeister Langdistanz                                                                            |
| 6. Okt. 2013  | 1     | Challenge Barcelona-Maresme                                  | Barcelona         | 08:05:21 | |
| 19. Mai 2012  | 3     | Ironman Lanzarote                                            | Puerto del Carmen |          | |
| 26. Juni 2011 | 5     | Ironman France                                               | Nizza             | 08:49:55 | |
| 21. Mai 2011  | 12    | Ironman Texas                                                | The Woodlands     | 08:48:57 | |
| 29. Aug. 2010 | 5     | Ironman Louisville                                           | Louisville        | 09:05:04 | |
| 1. Mai 2010   | 7     | Ironman St. George                                           | St. George        | 09:11:09 | [ 2 ]                                                                                                |
| 2009          |       | Ironman Hawaii                                               | Hawaii            | 09:41:02 | |
| 8. Aug. 2009  | 11    | ETU Long Distance Triathlon European Championships           | Prag              | 05:50:11 | Europameisterschaft auf der Langdistanz (4 km Schwimmen, 120 km Radfahren und 30 km Laufen)          |
| 23. Mai 2009  | 8     | Ironman Lanzarote                                            | Puerto del Carmen | 09:08:37 | [ 4 ] [ 5 ]                                                                                          |
| 31. Aug. 2008 | 3     | Ironman Louisville                                           | Louisville        | 08:59:15 | [ 6 ] [ 7 ]                                                                                          |
| 3. Nov. 2007  | 2     | Ironman Florida                                              | Panama City       | 08:23:49 | Zweiter hinter dem Deutschen Stephan Vuckovic – mit der schnellsten Marathon-Zeit des Tages (2:46 h) |
| 2007          | 7     | Ironman Austria                                              | Klagenfurt        | 08:36:07 | [ 9 ]                                                                                                |
| 26. Aug. 2006 | 13    | ETU Long Distance Triathlon European Championships           | Almere            | 05:51:38 | Triathlon-Europameisterschaft auf der Langdistanz beim UPC Holland Triathlon                         |
| 2006          | 19    | Ironman Hawaii                                               | Hawaii            |          | Mit seiner Marathon-Zeit von 2:43:55 Stunden trug sich Marques in der Bestenliste auf Hawaii ein.    |
| 2006          | 5     | Ironman Arizona                                              | Tempe             |          | |
| 2005          | 20    | Ironman Hawaii                                               | Hawaii            | 08:43:45 | |
| 1. Juli 2005  | 8     | ETU Long Distance Triathlon European Championships           | Säter             | 06:02:44 | Europameisterschaft über die Langdistanz (4 km Schwimmen, 120 km Radfahren und 30 km Laufen)         |
| 9. Apr. 2005  | 3     | Ironman Arizona                                              | Tempe             | 08:42:48 | [ 12 ]                                                                                               |
| 12. Sep. 2004 | 3     | Ironman Wisconsin                                            | Madison           | 09:00:31 | |
| 3. Juli 2004  | 17    | ITU Long Distance Triathlon World Championships              | Säter             | 06:07:18 | |
| 8. Nov. 2003  | 7     | Ironman Florida                                              | Panama City       | 08:44:55 | |
| 11. Mai 2003  | 36    | ITU Long Distance Triathlon World Championships              | Ibiza             | 06:06:47 | |

(DNF – Did Not Finish)